# 化名
化名或假名是指某人在本名之外使用的虚拟姓名，很多時候，目的在於掩飾自己的真实身份并保护个人真实姓名以及隐私，防止被他人泄露。笔名、艺名、网名、佛教僧人法号、教宗就職後的教名都是化名的一种。需要注意的是，字、号、譜名、学名、齋名与小名等别名于某些情况内是相当于本名，不应与化名相混。

## 化名舉例

### 新闻报道中的化名
新闻报道往往会出于以下目的而隐去某些报道对象的真实姓名，或許使用“张三”、“李四”、“刘某甲”之类的化名：
- 保护为警方或媒体提供线索的线人。
- 保护刑案受害者的隐私。
- 保护未成年犯罪者的隐私。
- 保护不愿透露其身份背景、家庭生活等情况的报道对象的隐私。
- 防止国安单位或敏感军事机构的被报道人员身份泄露。

### 宗教人物的化名
如法國神學學者塞巴斯汀·卡斯特留於1554年以化名馬提努斯·貝留斯（Martinus Bellius）出版《論異端》（De haereticis）一書。

### 政治人物的化名
古代，政治人物就會使用化名，如秦國的應侯范且為了報復魏國國相魏齊，而化名為張祿。近代，俄罗斯革命家弗拉基米尔·乌里扬诺夫化名为列宁，中國革命家孫文化名為中山樵。